# جيرالد سيليغمان
جيرالد سيليغمان (بالإنجليزية: Gerald Seligman)‏‏ (1886 في لندن - 1973 ) جيولوجي من المملكة المتحدة.